# Hilarión Osorio
Hilarión Osorio (1928 – 1990) paraguayi labdarúgócsatár.